# Georg Friedrich Bernhard Riemann
Georg Friedrich Bernhard Riemann (alemany: Bernhard Riemann)  (Jameln, 17 de setembre de 1826 - Verbania, 20 de juliol de 1866) va ser un matemàtic alemany que va fer profundes contribucions a l'anàlisi, la teoria dels nombres i la geometria diferencial. En el camp de l'anàlisi real, és conegut sobretot per la primera formulació rigorosa de l'integral, la integral de Riemann, i el seu treball sobre les sèries de Fourier. Les seves contribucions a l'anàlisi complexa inclouen, sobretot, la introducció de les superfícies de Riemann, obre nous camins en un tractament natural i geomètric de l'anàlisi complexa. El seu article de 1859 sobre la funció de recompte de primers, que conté l'enunciat original de la hipòtesi de Riemann, es considera un document fonamental de la teoria analítica dels nombres. A través de les seves contribucions pioneres a la geometria diferencial, Riemann va establir les bases de les matemàtiques de la relativitat general.

## Biografia
Riemann va néixer al petit indret de Breselenz, prop de la ciutat de Dannenberg, uns quaranta quilòmetres al sud-oest d'Hamburg, era el segon de sis germans. El seu pare era pastor protestant i el va educar fins a l'edat de tretze anys en què va anar al liceu de Hannover. Després va canviar al Johanneum de Lüneburg, on un dels seus professors li va despertar l'interès per les matemàtiques.
El 1846 ingressa a la universitat de Göttingen per estudiar teologia, com era el desig del seu pare, però assisteix a diverses classes de matemàtiques i acaba canviant d'especialitat després de obtenir el permís patern. Els anys 1847 i 1848 va a la universitat de Berlín on estudia amb Dirichlet i Jacobi. El 1850, retornat a Göttingen, llegeix la seva tesi doctoral, dirigida per Gauss, sobre funcions de variable complexa i en la qual s'introdueix la idea de la superfície de Riemann.
El 1854 llegeix la seva famosa tesi d'habilitació i passa a ser professor adjunt de la universitat de Göttingen. Curiosament, aquesta important obra no es publicarà fins al 1868 per obra de Dedekind, quan Riemann ja era mort.
A la mort de Gauss, el 1855, la direcció del departament de matemàtiques se li encarrega a Dirichlet, qui deixa el seu lloc a Berlín. Malgrat els seus intents de nomenar Riemann professor ordinari a Göttingen no ho aconsegueix fins al 1859, i, poc després en el mateix any, ell mateix substitueix Dirichlet com a director.

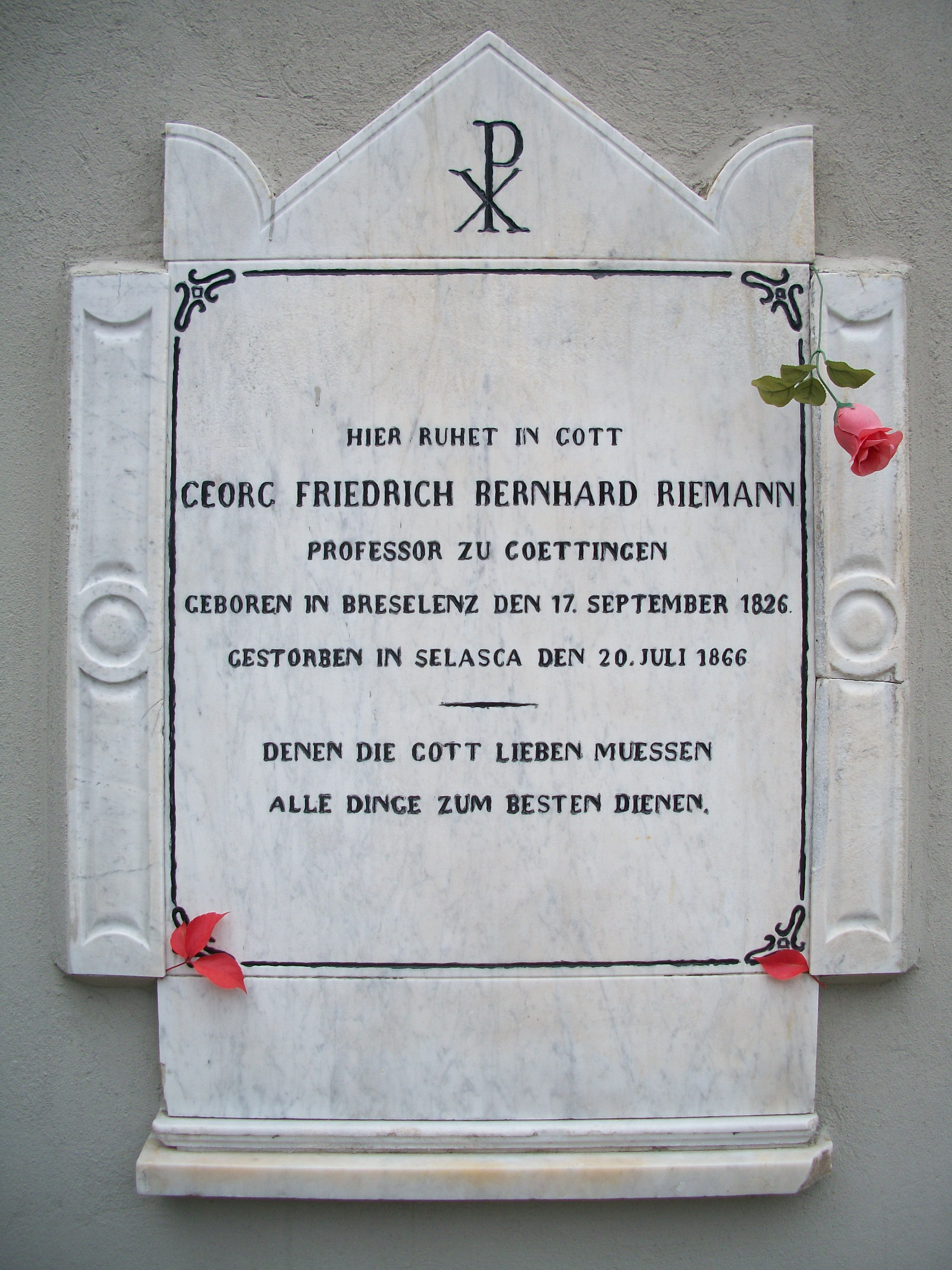
Làpida de Riemann al cementiri de Biganzolo

El 1862 es va casar amb una amiga de la seva germana i poc temps després es declarava la malaltia de la que ja no en sortiria. Després de temporades a Itàlia buscant un clima més càlid, va morir, sense arribar als quaranta anys, a la vora del llac Maggiore.
Al cementiri de Biganzolo es conserva la làpida de la seva tomba, però no les seves despulles que van ser remogudes en una modificació del cementiri.

## Obra
Tot i que la seva obra és breu degut a la seva prematura mort, es compensa per la profunditat del seu pensament i per la influència que va tenir en el desenvolupament posterior de les matemàtiques. Les seves obres van ser editades per Richard Dedekind i Heinrich Martin Weber el 1876 i se'n va fer una segona edició el 1892. Max Noether i Wilhelm Wirtinger hi van afegir un suplement amb les seves classes el 1902.
Riemann no va escriure cap llibre de text, només uns quants articles. També es disposa de les transcripcions de les seves classes fetes pels seus alumnes. Desafortunadament, una bona part dels seus manuscrits va desaparèixer quan la seva criada, en assabentar-se de la seva mort, va fer "neteja" del seu despatx.
Els seus textos són difícils, tant per la seva profunditat, com per la difícil sintaxi germànica que Riemann utilitzava sovint de forma impròpia.
Les seves recerques teòriques tenen tres vessants, totes elles inter-relacionades: Anàlisi complexa, Teoria de nombres i Geometria. També té alguns treballs de física matemàtica.

### Anàlisi complexa
El plantejament de Riemann sobre les funcions de variable complexa va ser revolucionari perquè permetia passar d'una anàlisi cas per cas a un plantejament global que oferia una panoràmica completa de totes les funcions. És el camp en el que més va treballar.
Dues són les obres fonamentals que va escriure: la primera és la seva tesi doctoral de 1851 Grundlagen für eine allgemeine Theorie der Funktionen einer veränderlichen complexen Größe (Fonaments per a una teoria general de les funcions d'una variable complexa) i la segona és un article publicat al Journal de Crelle de 1857 Theoria der Abel'schen Funktionen (Teoria de les funcions abelianes). En elles es defineixen el que avui coneixem com superfícies de Riemann i amb elles es podien establir les condicions per definir una funció analítica qualsevol.

### Teoria de nombres
Riemann, seguint les passes del seu mestre Dirichlet, es va ocupar de la teoria de nombres. El seu article més rellevant en aquest àmbit va ser Ueber die Anzahl der Primzahlen unter einer gegebenen Grösse (Sobre la quantitat de nombres primers més petits que un nombre donat qualsevol), publicat a la revist de l'Acadèmia Prussiana de les Ciències el novembre de 1859. En estudiar la funció zeta {\displaystyle \zeta (s)}estableix que el seu valor només pot ser zero dins de la banda crítica {\displaystyle [0,1]} i, a continuació, conjectura que tots els zeros estaran a la línia {\displaystyle 1/2}, dient que ha fet alguns intents per demostrar-ho sense sortint-se'n, però que com aquest no és l'objectiu del seu treball, continua el seu estudi. Aquesta conjectura és el que avui coneixem com Hipòtesi de Riemann i que ha portat de cap a molts matemàtics des d'aleshores i encara està per demostrar.

### Geometria
En aquest camp la seva obra fonamental és la lliçó d'habilitació que va pronunciar el 1854: Über die Hypothesen welche der Geometrie zu Grunde liegen (Sobre les hipòtesis en les que es fonamenta la geometria). La història d'aquest treball es estranya. Riemann, com tots els acadèmics alemanys, havia de pronunciar una tesi davant dels professors de la universitat per aconseguir l'habilitació que li permetés accedir a un càrrec docent. Com era costum a Göttingen, Riemann va presentar tres projectes a Gauss, el director del departament, pensant que Gauss escolliria un dels dos primers que eren sobre funcions de variable complexa (el tema en el que havia treballat més); però inopinadament Gauss va escollir el tercer que era sobre geometria. Després de treballar-lo intensament, la tesi es va pronunciar el juny de 1854. Per la majoria dels matemàtics assistents, el tema de l'espai era una qüestió resolta per la Crítica de la raó pura de Kant: l'espai és un judici sintètic a priori i només pot ser euclidià. Això va fer que només Gauss fos capaç d'apreciar la profunditat del pensament de Riemann. Però Gauss va morir l'any següent i la tesi es va quedar sense publicar. Només el 1868, quan Riemann feia dos anys que era mort, el seu amic Dedekind la va fer publicar a la revista de la universitat.
Felix Klein, anys més tard, el 1926, afirmava que aquesta publicació havia causat una tremenda sensació perquè Riemann havia anat a tocar la qüestió de la naturalesa interna de la nostra idea de l'espai. Tot i que els treballs de Lobatxevski i Bolyai sobre geometria no euclidiana havien estat publicat quinze o vint anys abans, no havien estat objecte d'atenció (tampoc se sap si Riemann els coneixia). Riemann oferia un tractament totalment nou de la qüestió.
Riemann distingia en aquest treball el que avui denominem propietats topològiques de l'espai, de les seves propietats mètriques. Aquesta diferenciació li permetia generalitzar la geometria de dues formes: per una banda en el nombre de dimensions i per una altra en la seva curvatura. Amb això, introdueix el concepte de varietat, en discuteix la seva curvatura i el cas especial de la curvatura constant.
Aquest treball sobre la geometria de l'espai i els seus desenvolupaments posteriors és el que va permetre donar una base matemàtica a la teoria de la relativitat general d'Albert Einstein.

## Anàlisi real
En el camp de l'anàlisi real, va descobrir la integral de Riemann en la seva habilitació. Entre altres coses, va demostrar que tota funció contínua a trossos és integrable. De la mateixa manera, la Integral de Riemann-Stieltjes es remunta al matemàtic de Göttinger i, per tant, s'anomenen integrals de Riemann–Stieltjes.
En el seu treball d'habilitació sobre les sèries de Fourier, on va seguir el treball del seu professor Dirichlet, va demostrar que les funcions integrables de Riemann són "representables" per les sèries de Fourier. Dirichlet ho ha demostrat per a funcions contínues i diferenciables per trossos (per tant, amb molts punts no diferenciables). Riemann va donar un exemple d'una sèrie de Fourier que representa una funció contínua, gairebé enlloc diferenciable, un cas no cobert per Dirichlet. També va demostrar el lema de Riemann-Lebesgue: si una funció és representable per una sèrie de Fourier, aleshores els coeficients de Fourier van a zero per a grans n.
L'assaig de Riemann també va ser el punt de partida del treball de Georg Cantor amb les sèries de Fourier, que va ser l'impuls per a la teoria de conjunts.
També va treballar amb equacions diferencials hipergeomètriques el 1857 utilitzant mètodes analítics complexos i va presentar les solucions mitjançant el comportament de camins tancats sobre singularitats (descrites per la matriu de monodròmia). La prova de l'existència d'aquestes equacions diferencials mitjançant matrius de monodromia conegudes anteriorment és un dels problemes de Hilbert.